# Schotbalk
Een schotbalk (uitspraakⓘ), is een balk die onderdeel uitmaakt van een waterkering in een stuw of een sluis in een watergang. Ook worden schotbalken toegepast bij een coupure (een doorgang in een dijk) of bij een (stads)poort. Bij een sluis kan met neergelaten, gestapelde schotbalken in daartoe aangebrachte sponningen de doorvaart worden afgesloten; bij een stuw kan de opstuwing van het afstromende water worden geregeld door een of meer schotbalken te gebruiken; bij een coupure dienen de schotbalken om de doorgang af te sluiten in geval van hoog water 
en bij een (stads)poort dienen de schotbalken als extra obstakel en als versterking van de poortdeuren.
Stuwen in brede wateren zijn vaak voorzien van pijlers, waardoor twee of meer openingen naast elkaar ontstaan, die elk afzonderlijk kunnen worden geopend of afgesloten. Van oudsher worden hier balken van tropisch hardhout voor gebruikt, die meestal naast de sluis of poort worden opgeslagen in een balkenloods of onder een afdak. Heden ten dage kent men ook schotbalkafsluitsystemen voor tijdelijke afsluiting of noodafsluiting van open kanalen. De schotbalken zijn dan vervaardigd uit aluminium, gevat in frames vervaardigd uit roestvast staal en afgedicht met vuilwaterbestendig rubber.
Bij sluizen zijn vaak schotbalksponningen aangebracht in de landhoofden om een tijdelijke schotbalkkering vóór de sluisdeuren aan te brengen om de sluis droog te kunnen zetten 
ten behoeve van onderhoud van de sluisdeuren of de sluiskolk. Hier bestaat de constructie voor extra zekerheid gewoonlijk uit dubbele sponningen en zodoende twee rijen schotbalken, waartussen grond kan worden gestort.
Op de foto van de Papsluis (bij Werkendam) zijn deze sponningen goed te zien. Hier kan een dubbele schotbalkkering worden ingezet in geval van onderhoud van de sluisdeuren.

## Foto's

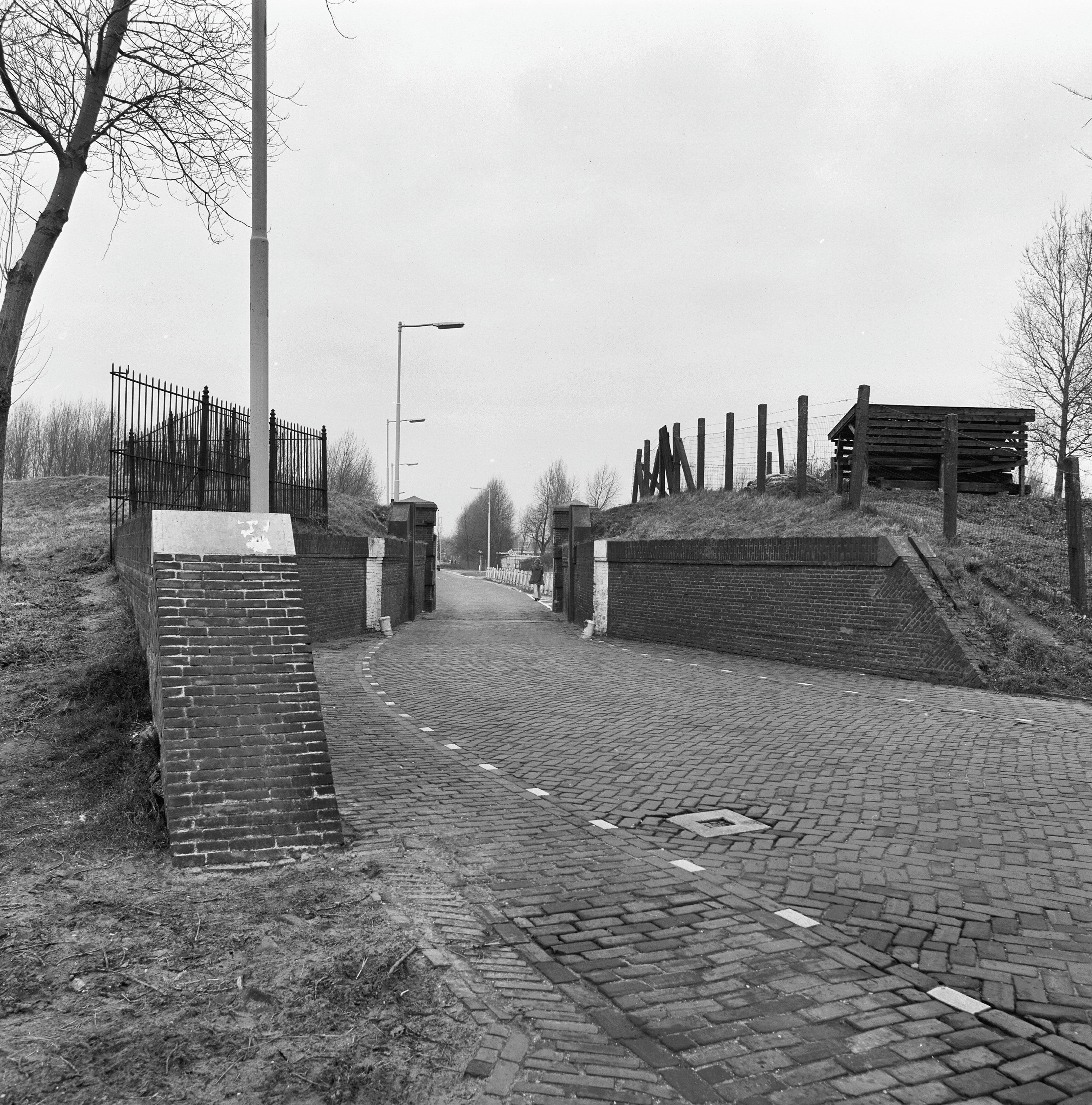
Schotbalkenopslag bij de coupure de Brielse poort in Hellevoetsluis
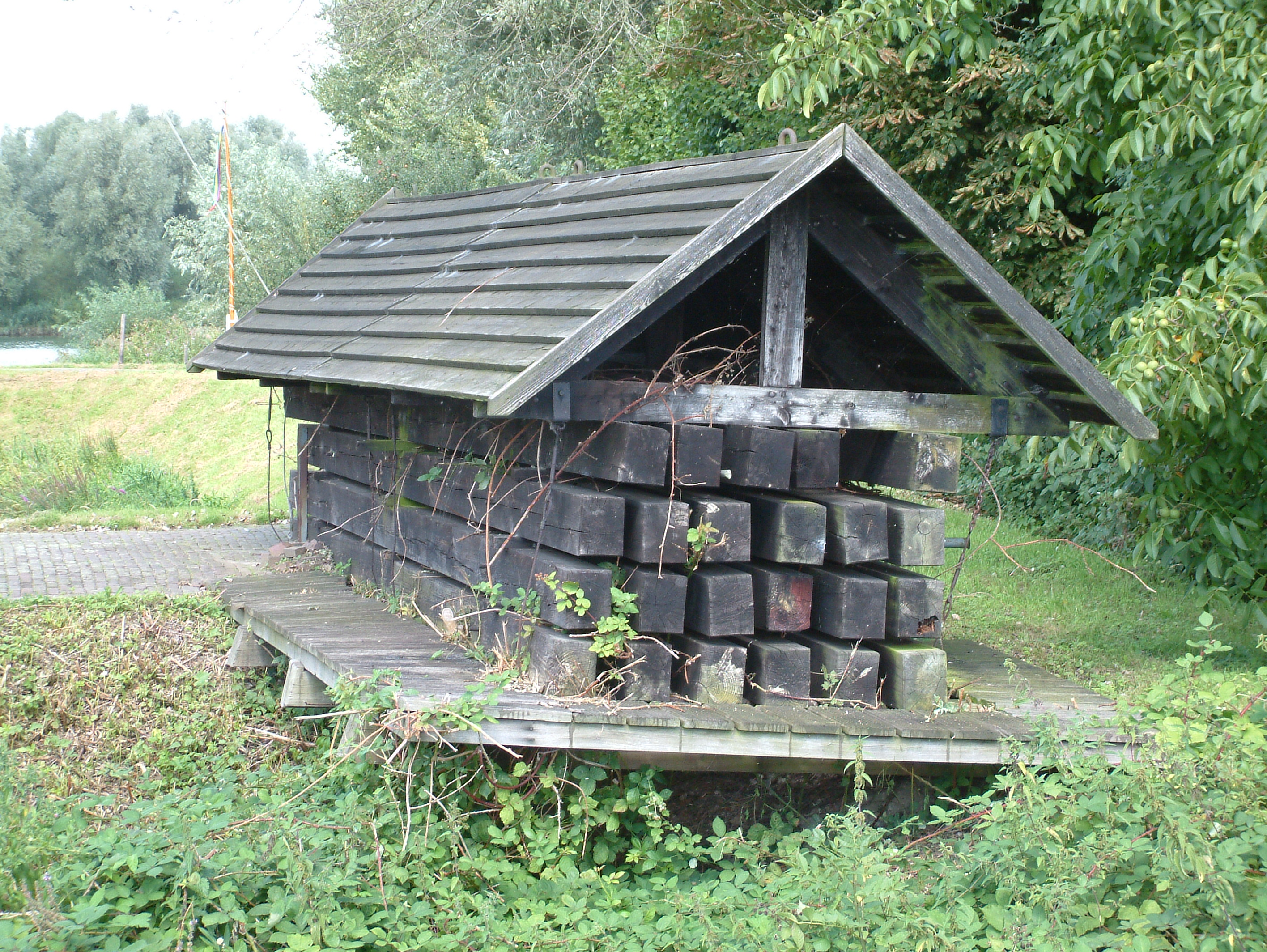
Balkenopslag bij de Helsluis bij Dordrecht
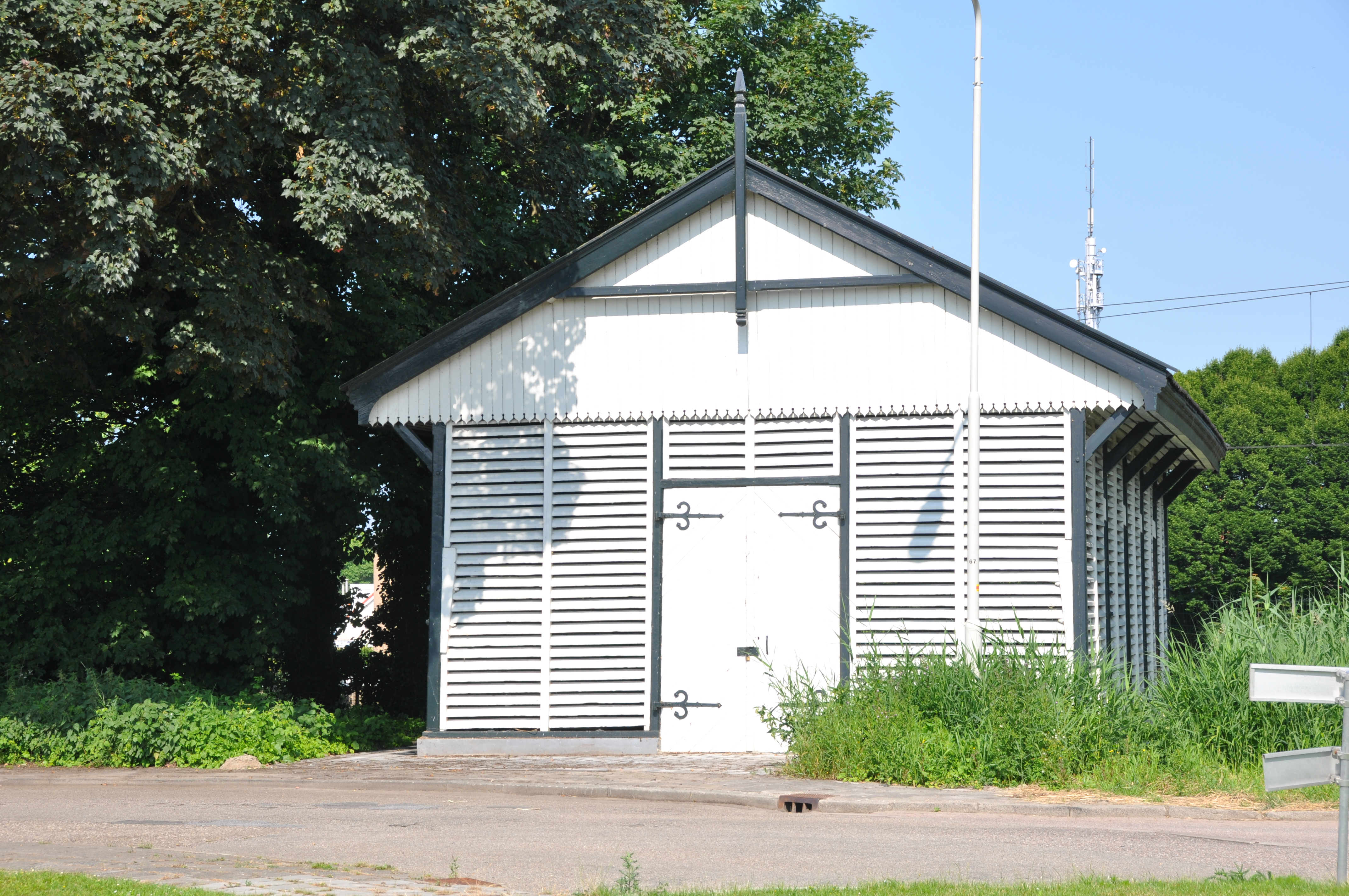
Balkenloods bij de Kerkhofsluis te Gorinchem
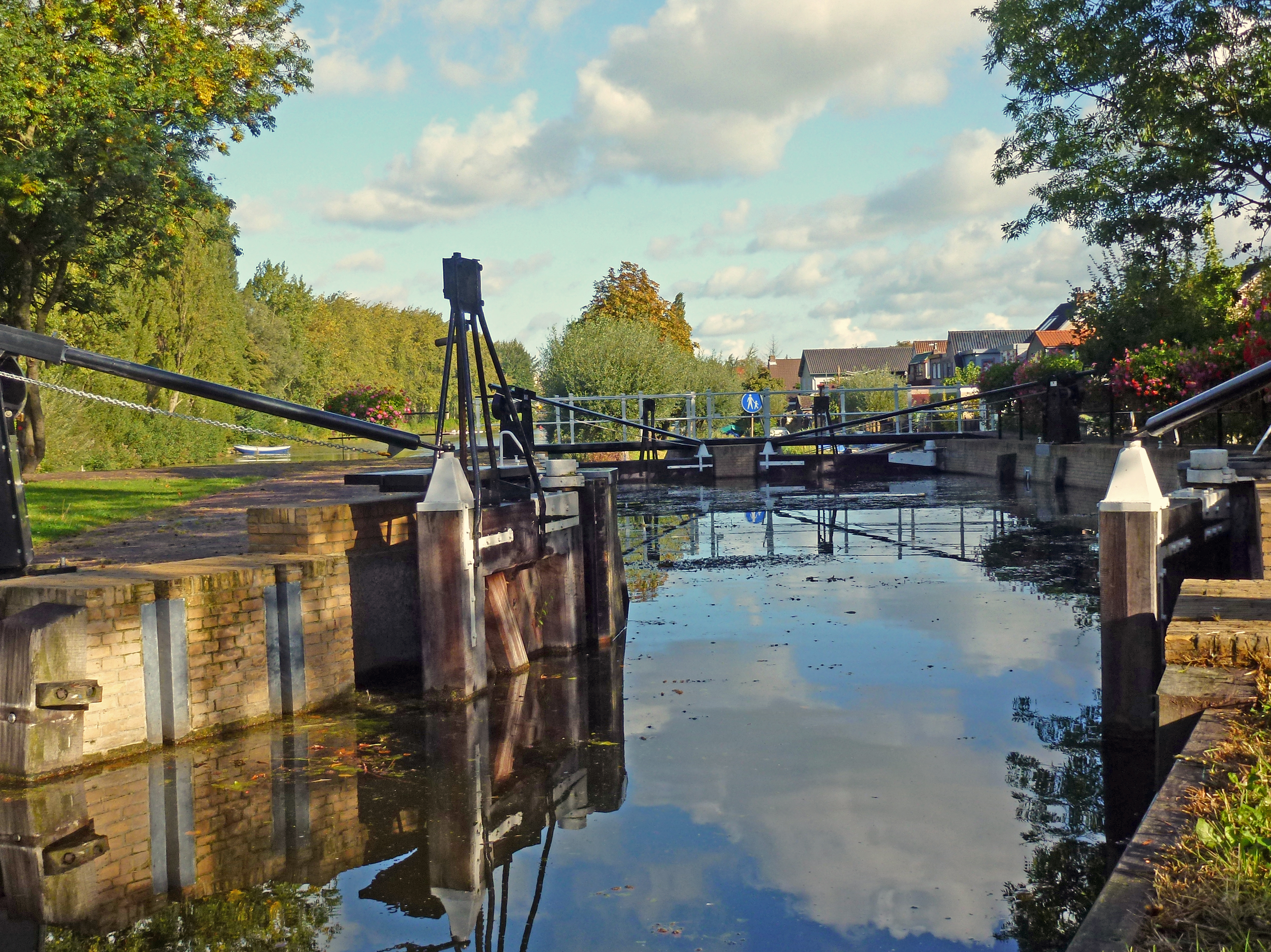
Sponningen in het landhoofd (links) bij schutsluis het Reeuwijks verlaat
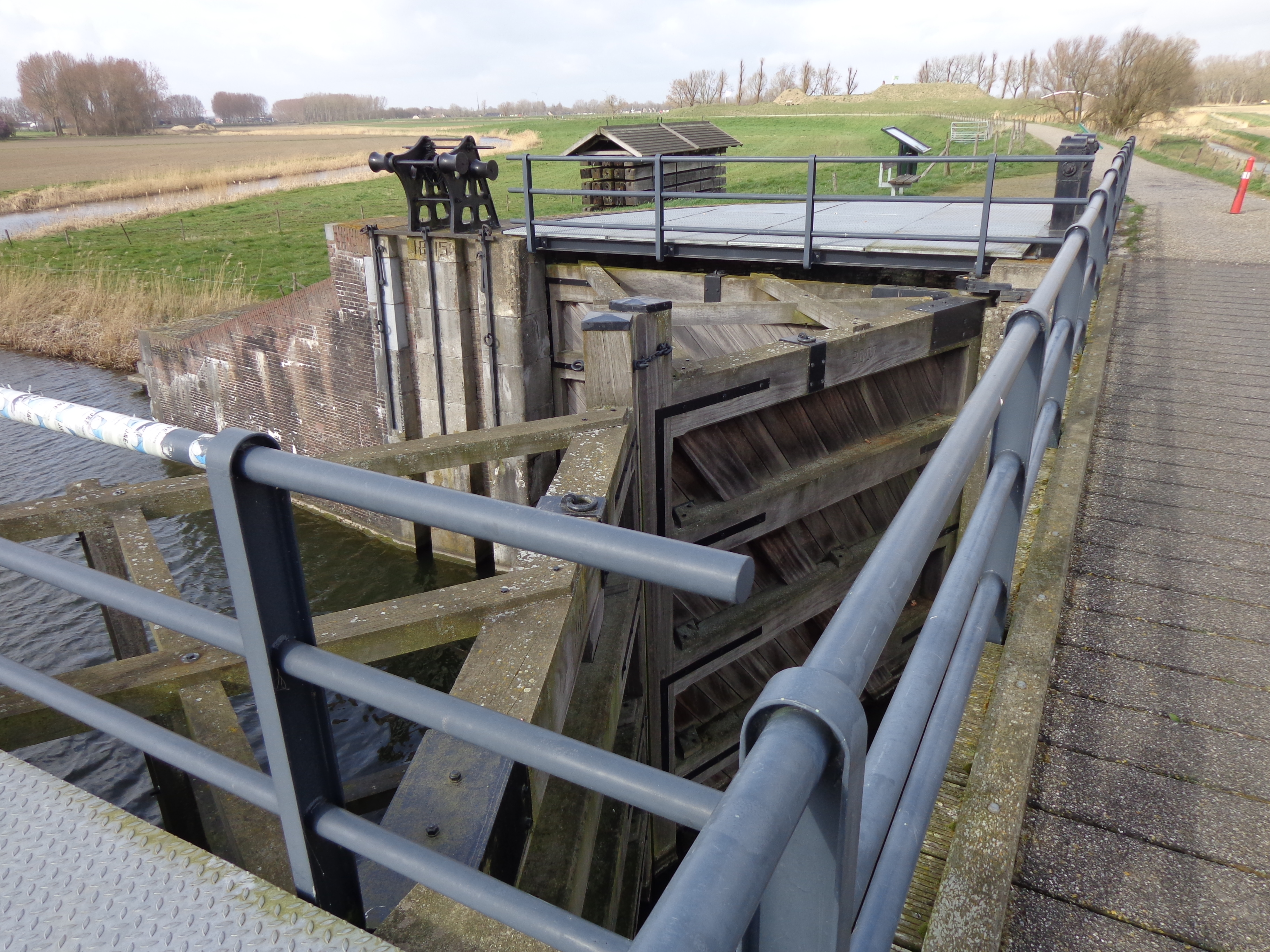
Schotbalksponningen in de Papsluis bij Werkendam